# 카를로스 마누엘 데 세스페데스

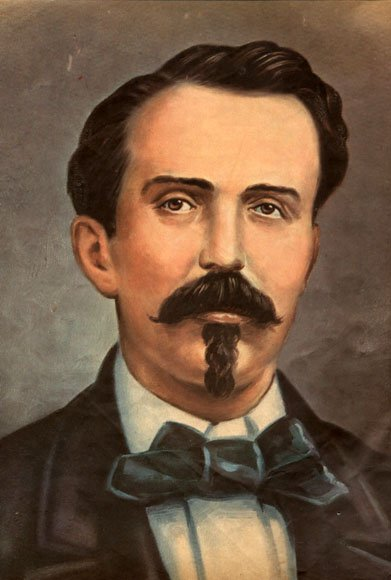
카를로스 마누엘 데 세스페데스

카를로스 마누엘 데 세스페데스 델 카스티요( Carlos Manuel de Céspedes del Castillo, 1819년 4월 18일 - 1874년 2월 27일)는 스페인 통치 하에 쿠바의 오리엔테 주(현 : 그란마 주) 바야모 출신의 변호사, 농장 소유자이다. 1868년 10월 10일 쿠바의 독립을 선언하고 제1차 쿠바 독립 전쟁이 시작되었다. 쿠바의 국부라는 의미인 파드레 데 라 파트리아(Padre de la Patria)로 칭해진다.

## 생애
바르셀로나 대학을 졸업 한 후, 1843년에 스페인에서 시작된 혁명 운동에 참여하다 투옥된다. 석방된 후 쿠바로 귀국 동부 바야모 근교에서 설탕 농장을 구입하며, 지주와 변호사로 활동했다. 1867년 4월에는 스페인에서 독립을 위한 비밀 결사 ‘부에나페’를 결성했다.
1868년 10월 10일에 37명의 동지와 함께 행동을 시작했다. 자신의 공장에서 일하는 노예를 해방하고, 147명의 반군을 조직했다. 이에 따라 제1차 쿠바 독립 전쟁이 시작되었다. 세스페데스 휘하의 부대는 야라를 제압하고 세스페데스는 스페인으로부터 독립과 노예 해방을 선언했다. 이것은 야라의 외침(Grito de Yara)으로 후세에 전해진다.
바야모 시내 봉기에 합류해 경찰과 수비병력을 쫓아내는데 성공하자, 반란군에 참가하는 인원은 늘어났다. 1869년 4월 12일에는 쿠바 대통령으로 선출되었다. 그러나 1873년 10월 27일에 권력을 집중시키려고 보수 세력이 다수파를 차지하는 의회와 대립하다가 실각했다. 이후 산에 잠복하고 있다가, 스페인 군에 발견되어 죽음을 맞이했다.

## 같이 보기
- 10년 전쟁